# Trichaeta chloroleuca
Trichaeta chloroleuca là một loài bướm đêm thuộc phân họ Arctiinae, họ Erebidae.